# 巴黎格雷万蜡像馆
巴黎格雷万蜡像馆（法語：[myze ɡʁevɛ̃]）是巴黎的一座蠟像博物館，位於法國巴黎蒙馬特大道10號，塞納河右岸第九区的大道上。

## 歷史
蜡像馆的创立来源于18世纪末，当时法国著名的《高卢日报》的创办人阿赫蒂赫·梅耶（Arthur Meyer）的一个新鲜古怪的念头：他想让他的报纸头版上的人物从只有文字的二维平面中走出来，走到现实的三维立体空间中，使他的读者们能够看到真实立体的人物。由于当时摄影技术还没有被报纸刊物等媒体采用，他就计划创建一个蜡像馆，使人们能够在那里看到当时那些著名的时事人物。
鉴于当时参加这个博物馆建设的幽默漫画家、雕塑师，舞台服装设计师阿尔弗雷德·格雷万（Alfred Grévin）对博物馆的杰出贡献，博物馆最终以“格雷万”命名。格雷万博物馆于1882年6月5日开馆迎宾，开馆当日即取得了轰动效应。